# جان الکساندر مور
جان الکساندر مور (انگلیسی: John Alexander Moore; ۲۷ ژوئن ۱۹۱۵ – ۲۶ مهٔ ۲۰۰۲ ) زیست‌شناس، جانورشناس، و گیاه‌شناس اهل ایالات متحده آمریکا بود.
وی همچنین برندهٔ جوایزی همچون کمک‌هزینه گوگنهایم شده‌است.